# Гарсия, Хосе Альберто (мексиканский футболист)
Хосе Альберто Гарсия Кольясо (англ. José Alberto García Collazo; родился 22 февраля 1995 года в Мехико, Мексика) — мексиканский футболист, нападающий клуба «Мехикали».

## Клубная карьера
Гарсия начал карьеру в клубе «Тихуана». 25 января 2014 года в матче против «Монаркас Морелия» он дебютировал в мексиканской Примере. В феврале на правах краткосрочной аренды Хосе перешёл в команду Лиги Ассенсо «Дорадос де Синалоа». 16 февраля в поединке против «Альтамиры» он дебютировал за новый клуб. Через неделю в матче против «Лобос БУАП» Гарсия забил свой первый гол за «Дорадос».
В сезоне 2019/20 играл в третьем дивизионе Мексики за «Корас Наярит». В 2020 году перешёл в клуб «Лос Кабос», выступающий в отдельном мексиканском турнире «Liga de Balompié Mexicano», не входящем в систему лиг страны.
После паузы в карьере, в январе 2023 года, Хосе Гарсия присоединился к клубу «Мехикали», выступающему во Втором дивизионе Мексики.

## Международная карьера
В 2015 году Хосе был включён в заявку молодёжной сборной Мексики на участие в Молодёжном кубке КОНКАКАФ на Ямайке. На турнире он сыграл в матчах против молодёжных команд Кубы, Сальвадора и Гаити. По итогам соревнований Гарсия завоевал золотую медаль.

## Достижения
Мексика (до 20)
- Победитель чемпионата КОНКАКАФ среди молодёжных команд: 2015